# 高塚山 (浜松市天竜区水窪町)
高塚山（たかつかやま）は、静岡県浜松市天竜区水窪町にある標高1,621mの山。日本三百名山に選定されている。

## 概要
高塚山は南アルプス深南部の黒法師岳南西に派生する稜線の尾根上にあり、天竜川の一大支流、気田川の源流部に聳え、山名は、高塚山の南麓にある京丸集落から眺めて高い山という意味で、山頂に二等三角点を埋設するときに呼ぶようになったと言われている。現在、京丸集落は廃村集落である。
北側に林道南赤石線が1976年（昭和51年）に通るまでは、秘境の山だった。

## 登山
標高が低く、森林限界ではないため山頂からの展望はない。

## ギャラリー

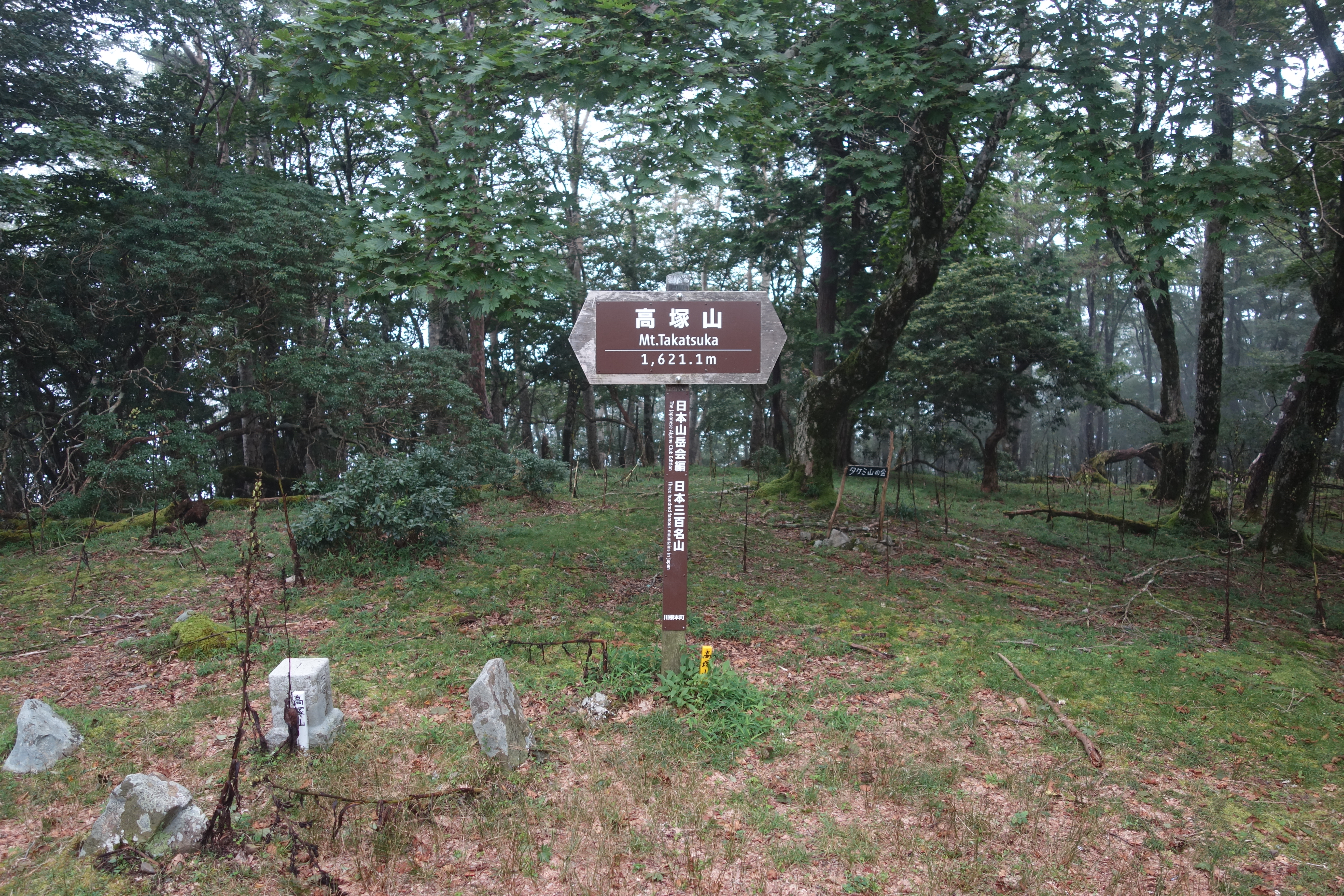
高塚山山頂にて